# خوسيه أراكيستاين
خوسيه أراكيستاين (بالإسبانية: José Araquistáin)‏ (مواليد 4 مارس 1937) هو لاعب كرة قدم. يلعب مع منتخب إسبانيا لكرة القدم. سبق له أن لعب في كأس العالم لكرة القدم مع منتخب بلاده.

## روابط خارجية
- خوسيه أراكيستاين على موقع الاتحاد الدولي (مؤرشف)  (الإنجليزية)
- خوسيه أراكيستاين على موقع قاعدة بيانات كرة القدم.إي يو (الإنجليزية)
- خوسيه أراكيستاين على موقع بيانات كرة القدم. دي إي (الألمانية)
- خوسيه أراكيستاين على موقع ناشيونال فوتبول تيمز (الإنجليزية)
- خوسيه أراكيستاين على موقع عالم كرة القدم.نت (الإنجليزية)